# Johann Hörmayer
Johann Hörmayer (25 maggio 1942) è un ex calciatore austriaco, di ruolo attaccante.

## Carriera

### Nazionale
Esordisce il 25 settembre 1963 contro l'Irlanda (0-0).